# Teatro Acadêmico de Drama do Estado de Bashkir Majit Gafuri
O Teatro Acadêmico de Drama do Estado de Bashkir Majit Gafuri opera na cidade de Ufá, capital da República do Bascortostão, na Rússia O teatro foi fundado em 4 de dezembro de 1919, em Sterlitamak - a capital da República Socialista Soviética Autônoma de Bashkir. O primeiro diretor de arte foi Valiulla Mortazin-Imansky. O teatro foi transferido para Ufá em 1922 e anexado ao Teatro Estadual Tártaro-Basquire de Ufá. Desde 1935, é reconhecido como um teatro acadêmico e foi renomeado segundo Majit Gafuri em 1971. O monumento de "Majit Gafuri" foi erguido em frente ao teatro.

## História do teatro
O teatro foi oficialmente estabelecido em 4 de dezembro de 1919, e em Sterlitamak como o 1º Teatro Estatal de Bashkir. O primeiro diretor artístico e diretor foi Valiulla Mortazin-Imansky
Por muito tempo, tomou forma nas associações profissionais e semi-profissionais “Sayyar”, “Nur”, “Shirkat”, “Fazhiga ve Mosekkin Islam” Ilyasbek Kudashev-Ashkazarsky, os teatros do Exército Vermelho da época da Revolução de Outubro e o Civil Guerra.
Nos primeiros anos, o repertório do teatro incluía os seguintes trabalhos: "Salawat-batyr" e "Akshan-batyr" (encenado em 1920), Abdulkadir Inan (F. Suleymanov), "Cavaleiros da Pátria" de G. Tuykin ( 1920 ), "Ashkadar" e "Alpamysha" Mukhametsha Burangulov, "Maktymykhylu" e "Karagul" Daut Yultiy, "Shoes" ( 1922 ) e "Zulkhabira" Khabibulla Ibragimov; obras dos dramaturgos tártaros "Galiyabanu" Mirheidar Fayzi (como emendado por V. Murtazin-Imansky), "Jovem infeliz" por G. Kamal, "Contrato de casamento" por G. Iskhaki, "Desigual" por F. Amirkhan, "Tahir e Zuhra ”, de F. Burnash,“ Inimigos ”F Sayfi-Kazanli.
Além disso, houve apresentações de peças clássicas de dramaturgos na Rússia e em outros países: "Examinador" Nikolai Gogol, "Culpado sem culpa", Thunderstorm, "Em um lugar ocupado" Alexander Ostrovsky, "O casamento de Krechinsky" Alexander Sukhovo -Kobylin “rei Édipo” Sófocles, “média” e “curador relutante» Molière . A primeira equipe incluía A. Abzelilov, Suleiman Valiev-Sulva, M. Gainislamova-Kazakkulova, G. Gumerskaya, I. Zaini, M. Imanskaya, Galimjan Karamyshev, H. Sabitov, F. Samitova, E. Shlyakhtin-Syrtlanov R. Urmantsev, G. Ushanov, Z. e R. Yakupova, Sabit Yakshibaev, diretor musical, compositor, ator e dramaturgo HK Ibragimov.
Em 1922, a equipe de teatro foi transferida para Ufá, onde se fundiu com a equipe do Teatro Estadual Tártaro de Ufá e é denominado Teatro Estadual de Drama de Bashkir. Em 1935, o teatro recebeu o título de acadêmico. Os diretores artísticos do teatro foram: Arslan Mubaryakov (1937-1938), T.G. Imashev (1938-1939, 1941-1942), Khazhi (Khaziakhmet) Galimov-Bukhara (1939-1941), Vali (Valiakhmet) Galimov (1942-1945) ); cenógrafos: S.I. Nikandrov, Galia Imasheva, Mukhamed Arslanov; a parte musical foi liderada pelos compositores Kamil Rakhimov, Masalim Valeev, Tahir (Tahiryan) Karimov
Nas décadas de 1930 e 1940, foram apresentadas no teatro apresentações sobre a história do povo basquire: "Salawat e Pugachev", de Inan, Yultiy e Murtazin-Imansky, "Salawat", de Murtazin-Imansky, "Ynyykay e Yuldykay", Khabibichu Gabitov, "Casamento Basquire" e "Shaura", de Burangulov, "The Black Faces", Majit Gafuri, "Zimagors" (assalariados) Sagit Miftakhov, "Karlugas" Bayazit Bikbai. Também no repertório, houve apresentações contando sobre eventos revolucionários no país, sobre pessoas que trabalham.
O teatro se voltou cada vez mais para exemplos da literatura clássica: "Fonte de ovelhas" Lope de Vega, " Otelo " Shakespeare, "Comerciante da nobreza" Moliere, "Boris Godunov" Alexander Pushkin, "Examinador" de Gogol, "Röbbers" Schiller, "Princesa Turandot" Carlo Gozzi, "Almansur" G. Heine, "Culpado sem culpa" de AN Ostrovsky, "O papagaio verde ou Na noite da Bastilha" de A. Schnitzler, "No fundo", "Egor Bulychov e outros" M. Gorki ,"Shahname" de M. Janan (de acordo com Firdusi).
Entre 1981 - 1996, o diretor principal e o diretor artístico do teatro foi Rifkat Israfilov.

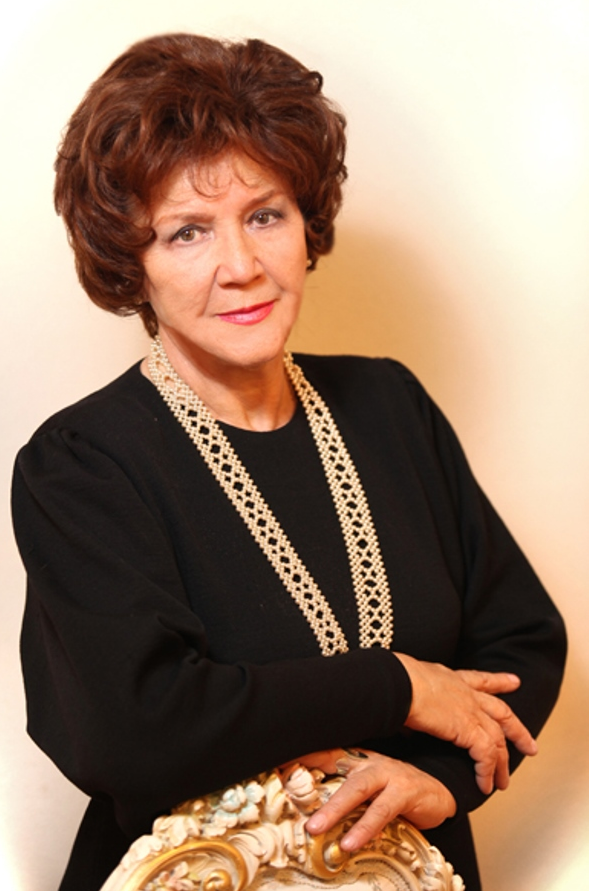
Gulli Mubaryakova

Entre 1996–1997, o teatro foi dirigido pelo Artista Popular da URSS Gully Mubaryakova, em 1997–2000 o Artista Popular da República do Bascortostão Azat Nadyrgulov se tornou o diretor artístico;
Em 2000, após um pequeno incêndio, o teatro assume uma aparência renovada. Tomando muito cuidado e compreendendo a necessidade de apoio adicional, o Presidente da República do Bascortostão Murtaza Rakhimov assinou um decreto em 5 de fevereiro de 2001 “No Teatro Acadêmico de Drama do Estado de Bashkir, nomeado em homenagem a Mazhit Gafuri”. Em 2001, o Decreto do Presidente da República do Bascortostão, M. Rakhimov aprovou a diretoria multifuncional do teatro: Guldar Muratova, vice-ministro da Cultura da República da Bielorrússia, foi nomeado diretor geral e Khurmatulla Utyashev, diretor de atividades principais. Os diretores convidados pelo contrato trabalham no teatro: I. Gilyazhev, N. Abdykadyrov, B. Mandzhiev F. Bikchentaev, M. Rabinovich, P. Shein e outros;
Em 2006, Homenageado em Cinema da República da Bielorrússia, Cineasta Homenageado da Rússia RA Ismagilov; 8 de novembro de 2007 abriu um pequeno palco do teatro; De 2012 até o presente, o diretor artístico do teatro é o Artista Homenageado da Federação Russa (1987), República do Bascortostão (1983), ganhador do Prêmio Estadual da República do Bascortostão com o nome de Salawat Yulayev (1986), premiado do Prêmio Estadual da Federação Russa no campo da literatura e arte (1995), os prêmios concedidos a eles. A. Yablochkina na nomeação "Melhor Ator" (Moscou, 1995), laureado do Prêmio Orenburg Lira (2003, 2012), professor, membro correspondente da Academia de Ciências e Artes Petrovsky (2005) Oleg Khanov.
O teatro abriu a temporada de teatro do 100º aniversário em setembro de 2019.

## Teatro moderno

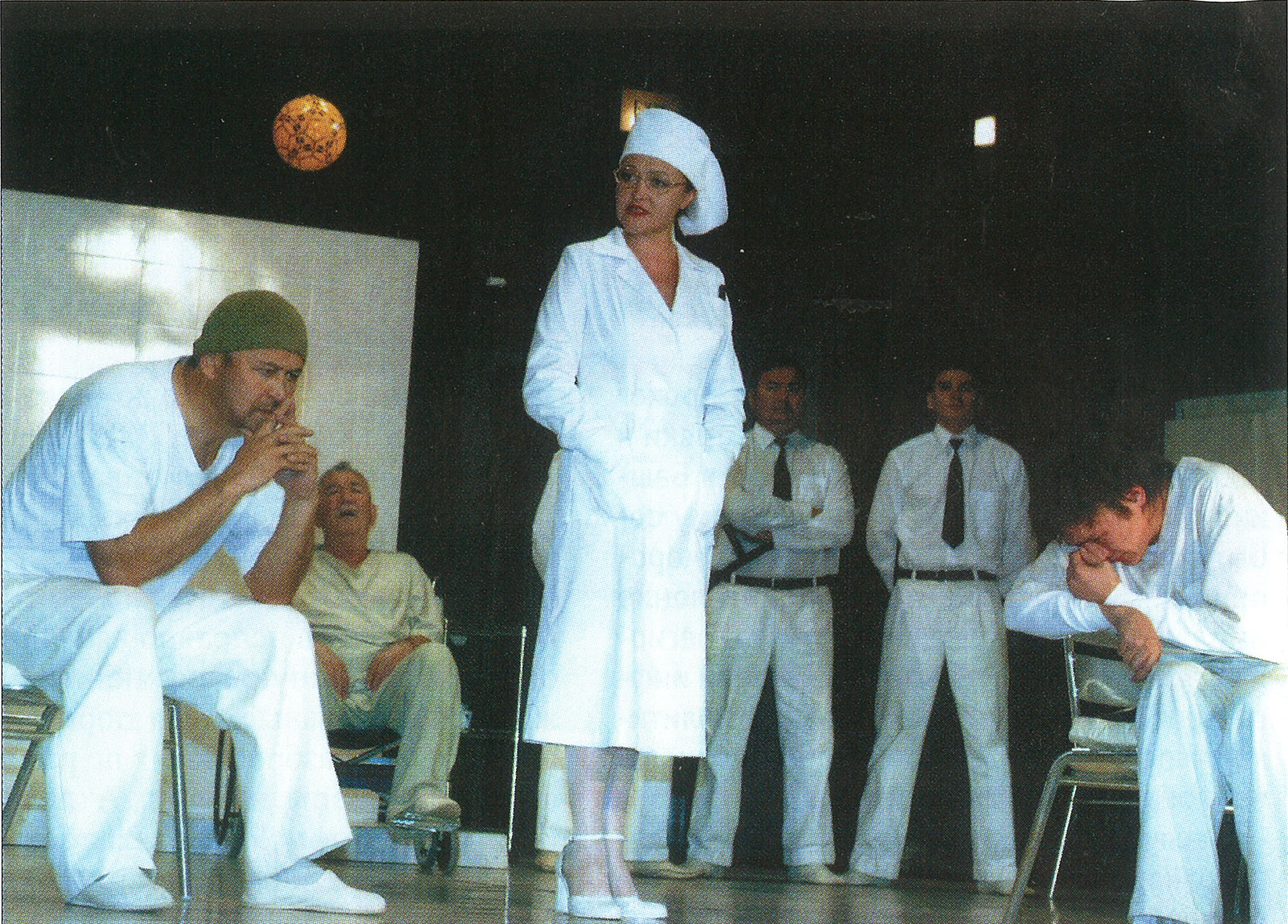
Cena da peça Um Voou Sobre o Ninho de Cucos, dirigida pelo Teatro Acadêmico de Drama de Bashkir. No papel de Mak Murphy Khurmatulla Utyashev, irmã mais velha - Elvira Yunusova

O edifício moderno está localizado no local da Catedral da Ressurreição desmontada em 1932. Edifício do teatro Declarado monumento arquitetônico.

## Prêmios
- Prêmio do II Festival Internacional de teatros de língua turca “Tuganlyk” na nomeação “A melhor performance do festival” para a performance “Bibinur, ah, Bibinur!” Florid Bulyakov (1996).
- Prêmio do IV Festival Internacional de Teatros de Língua Turca “Tuganlyk” na nomeação “A Melhor Performance do Festival” pela performance “Kekuek Oyahy” - “Voo sobre o Ninho do Cuco” Airat Abushakhmanoм, um por um. o romance K. Kesey (2006).
- Prêmio de Teatro “Máscara Dourada” (Mocow) na nomeação “Prêmio Especial do Júri do Teatro de Drama e Marionetes” - “Pela leitura de palco do romance de Guzely Yakhina,“ Zuleikha Opens her eyes ”(2018).[8]

## Artistas famosos
- Beder Yussupova (1901-1969) - primeira atriz profissional basquire, artista de honra da Federação Russa
- Arslan Mubaryakov (1908-1977) - artista popular da URSS
- Khusseyn Kudashev (1913-1986) - artista popular da URSS
- Zeytuna Bikbulatova (1908-1992) - artista popular da URSS
- Gabdoulla Gilyajev (1930-1997) - Artista Homenageado da Federação Russa
- Gully Mubaryakova (1936-1919) - artista popular da URSS
- Oleg Khanov (1951) - Laureado do Prêmio Estadual da Federação Russa no campo da literatura e arte (1995)
- Noureya Irssayeva (1942) - Artista populr da Federação Russa